# Tribù (storia romana)
Le tribù dell'antica Roma erano originariamente raggruppamenti sociali in cui erano suddivisi i cittadini romani. Originariamente individuate su base gentilizia (gens), in epoca regia si trasformarono in suddivisioni territoriali.

## Storia

### Tribù originarie

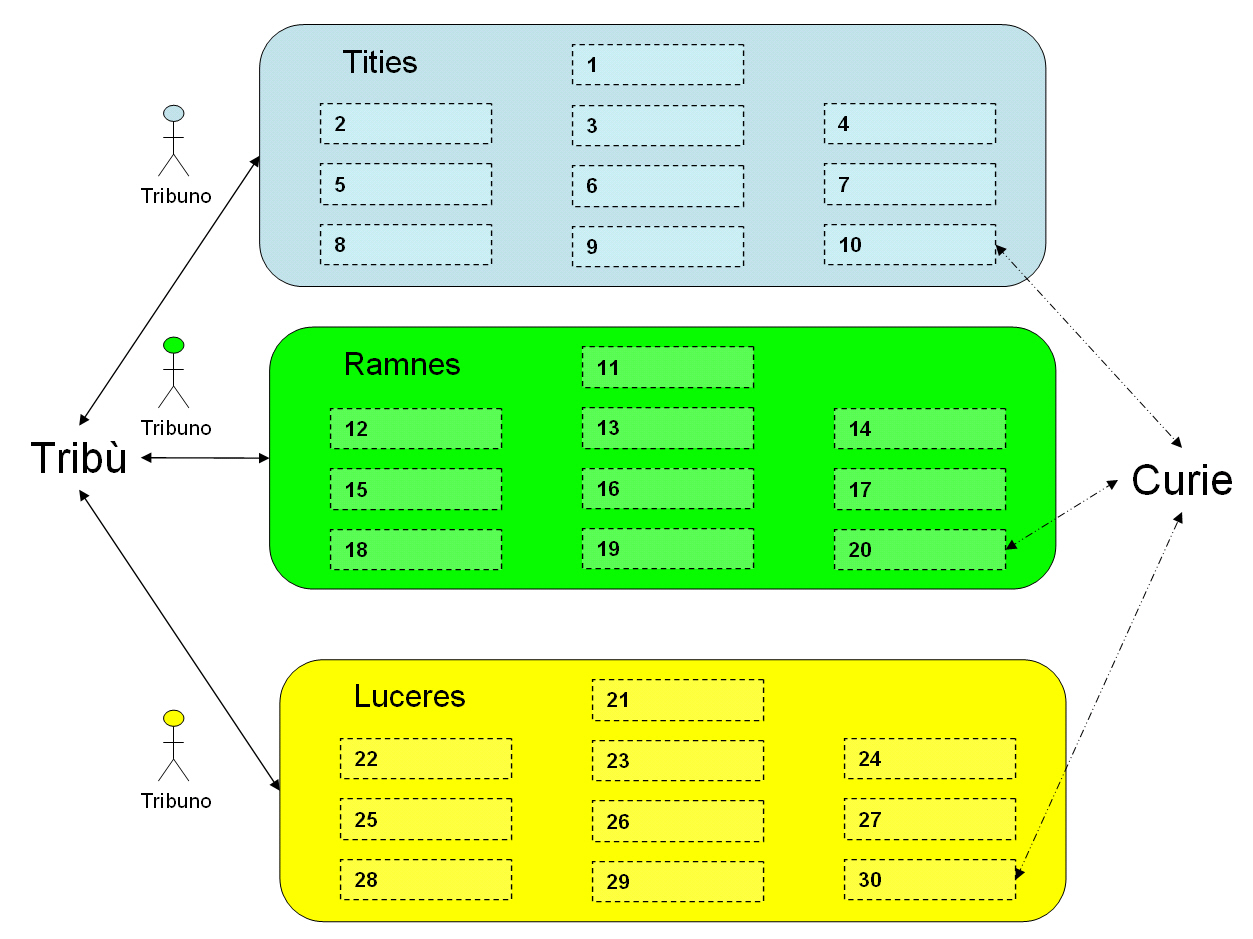
Schema della suddivisione in tribù e curie originarie

Istituite in età arcaica, secondo la tradizione, dallo stesso Romolo, erano originariamente in numero di tre:
- i Ramnes (da Romolo, di origine  latina[4]), che dovrebbero identificarsi con le famiglie romane autoctone, guidate dai Latini e stanziate nelle zone pianeggianti;[5]
- i Tities (o Titienses[6] da Titus Tatius originario di Cures Sabini[4]), cioè le famiglie venute al seguito di Tito Tazio, originarie di Cures Sabini;[5]
- i Luceres (da Lucumon o Lygmon, di origine etrusca), che secondo Tito Livio erano di origine incerta;[5] secondo altri studiosi sarebbero stati gli abitanti delle zone boscose nei dintorni di Roma (dal latino lucus, ovvero "bosco"[4]), di origine etnica prevalentemente autoctona; secondo altri, sarebbero genti di origine etrusca[7] condotte da un Lucumone (che in etrusco significa "re"), dal quale avrebbero preso il nome;[8][9] o anche dal re di Ardea, Lucero.

Secondo questa interpretazione Roma sarebbe sorta dall'integrazione di tre popoli: Latini, Sabini ed Etruschi.
Le tre tribù insieme formavano un complesso di un centinaio di gentes originarie. A capo di ogni tribù era posto un tribunus, e ciascuna delle tre tribù era suddivisa in dieci curie, in modo che la popolazione originaria si trovò ad essere divisa in trenta curiae (vedi comitia curiata).
Va inoltre detto che secondo Arangio-Ruiz ed il Beloch le tre tribù arcaiche non sarebbero collegate all'origine etnica della popolazione romana, ma ai quartieri di residenza, in accordo con Varrone e quindi fungendo da base per quelle che sarebbero diventate le quattro tribù urbane storiche (Palatina, Suburana, Collina e Esquilina), mentre il resto del territorio (compresa la città di Roma) venne divisa sotto i Tarquini in ventisei regiones o pagi. In questo quadro, mettere in relazione i nomi delle tribù con le genti originarie non sarebbe stato altro, quindi, che una poco corretta e semplicistica interpretazione linguistica dettata dalla semplice assonanza.
Tito Livio racconta come fosse noto a tutti che fossero nominati auguri appartenenti alle tre antiche tribù dei Ramnes, Titienses, Luceres, in modo che ognuna ne avesse lo stesso numero delle altre, e che comunque questi fossero in numero dispari.

### Età regia
Fu Romolo, per primo, a dividere la popolazione della Roma quadrata nelle tre tribù sopracitate dei Ramnes, Tities e Luceres. In seguito il re Servio Tullio nel VI secolo a.C. avrebbe diviso la popolazione in cinque classi, secondo il censo, ed in centurie. Con tale riforma furono istituite quattro tribù urbane, stabilite quindi su base territoriale ed in cui si poteva entrare solo avendo possedimenti terrieri nella zona, quindi ciò escludeva a priori la plebe. L'epoca regia al suo culmine di espansione, sotto i Tarquini, abbracciava un territorio (compresa la città di Roma) diviso in ventisei regiones o pagi. Con la fine della monarchia, sette regiones vennero abbandonate agli Etruschi, tanto che all'inizio della nuova fase repubblicana le regiones erano diciannove, comprese le quattro urbane.

### Età repubblicana

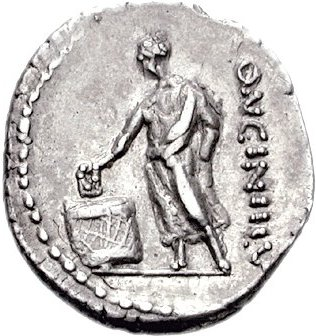
Cittadino romano mentre vota

Una nuova organizzazione tribale, al di là di quella ridisegnata da Servio Tullio (con le quattro tribù urbane) risulta documentata solo a partire dal 495 a.C. A questa data ci sarebbero state ventuno tribù, le 4 urbane serviane (Collina, Esquilina, Palatina e Suburana) e 17 rustiche (Camilla, ecc.), considerando che proprio in questi anni si erano aggiunte le due nuove tribù della Claudia e della Clustumina o Crustumina.
I cittadini romani erano iscritti nelle circoscrizioni elettorali (tribus) in relazione al luogo in cui detenevano la maggior estensione di proprietà terriere. Gli individui liberi di sesso maschile e maggiori di età, ad esempio, appartenenti a famiglie stanziate a Roma ma con proprietà terriere presso altre città d'Italia o delle province, erano iscritti nei registri della tribù rustica assegnata a quel dato centro. I nullatenenti (coloro che non detenevano alcuna proprietà terriera, la gran massa della popolazione residente a Roma) maggiori di età, di condizione libera e di sesso maschile, erano per lo stesso motivo iscritti in una delle tribù urbane.
I nomi delle antiche tribù rustiche corrispondevano a quelli delle antiche gentes originarie esistenti o anche estinte, sulla base di distretti territoriali che in origine avevano rappresentato località dove si trovavano le maggiori tenute delle casate gentilizie romane.

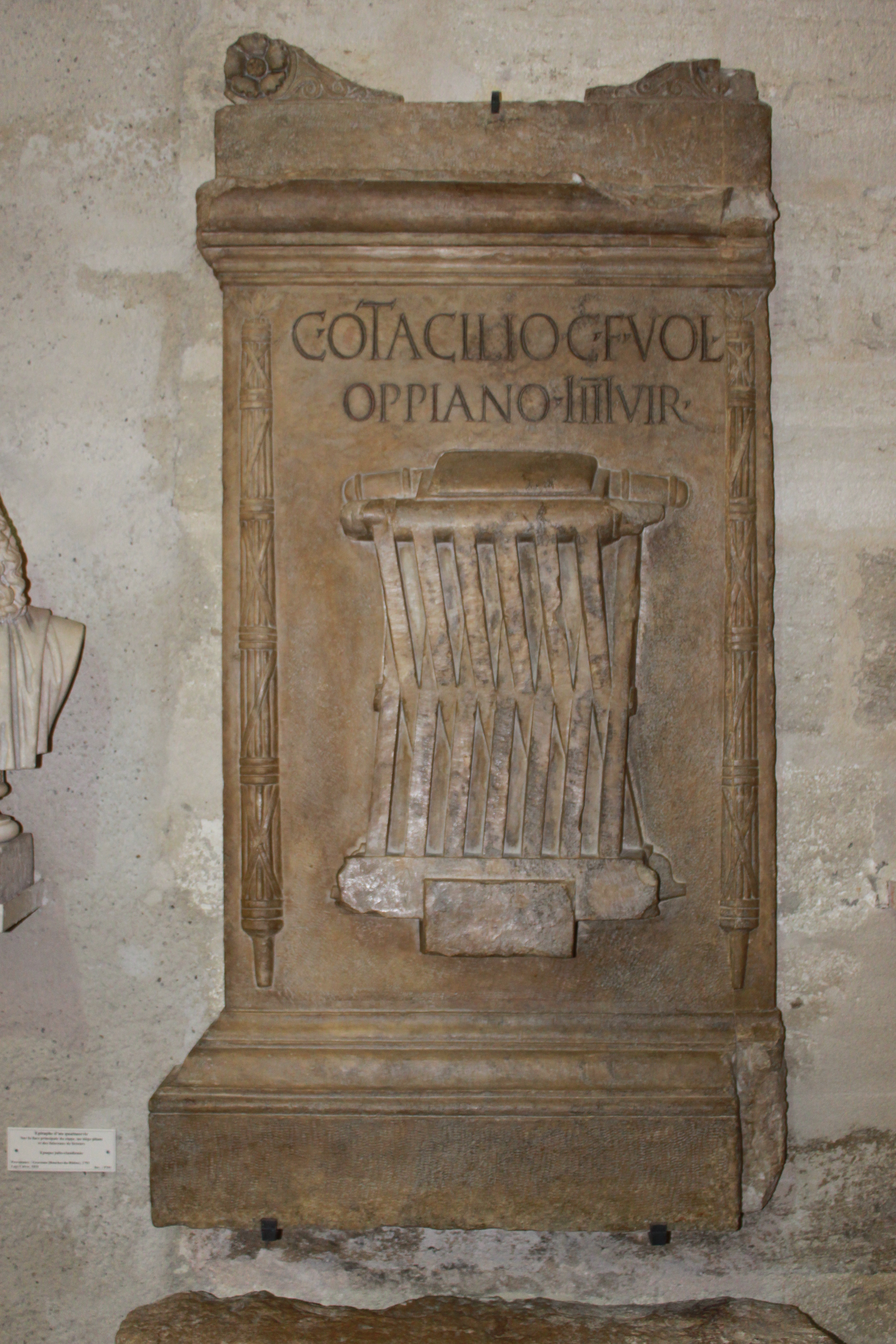
Stele che ricorda l'iscrizione di Gaio Otacilio Oppiano nella tribù Voltinia

Nel IV secolo a.C. si stabilì che indipendentemente dalla loro collocazione territoriale, tutte le nuove conquiste fossero attribuite/iscritte ad una tribù esistente. Ciò accadde ad esempio per Tuscolo assegnata alla tribù Papiria o a Aricia assegnata a quella Orazia.
Secondo Tito Livio, nel 387 a.C., le tribù furono portate da 21 a 25. Secondo poi Giovanni Brizzi, le tribù rustiche furono portate al numero di 29 nel 314 a.C., mentre due anni più tardi (312 a.C.), il censore Appio Claudio Cieco ridistribuì i nullatenenti, originariamente presenti nelle 4 tribù cittadine, tra tutte le tribù allora esistenti. Ma questa riforma fu abolita da Quinto Fabio Massimo Rulliano, censore del 304 a.C., che riportò i nullatenenti nelle quattro tribù urbane.
Nel 241 a.C. le tribù rustiche furono aumentate fino a 31 (per un totale di 35, comprese quelle urbane), a causa dell'aumentare della popolazione, dell'estensione della cittadinanza e della fondazione di nuove colonie, e rimasero tali fino all'età imperiale.
Dopo la Guerra sociale dell'88 a.C. l'iscrizione alle tribù fu estesa a tutti gli Italici. I funzionari addetti alle tribù, detti Tribuni aerarii perché si occupavano principalmente di pagare il soldo (aes) ai soldati, ebbero come nuovo compito principale quello di collaborare con il censore alla compilazione delle liste di cittadini, e furono chiamati centuriones.
Ma la partecipazione di tutti gli italici alle tribù dette vita ad una frammentazione e dispersione che rese complicato il lavoro dei centuriones e fu così che, nel I secolo a.C., le loro funzioni furono trasferite al nuovo istituto del municipium, anche se la tribù non fu abolita, continuando ad avere un ruolo nelle elezioni ad esempio dei concilia plebis tributa e dei comitia tributa.

## Elenco tribù

### Tribù urbane
Queste erano le tribù territoriali dovute a Servio Tullio, da non confondere con quelle gentilizie riferibili a Romolo (Ramnes, Tities e Luceres):
1. Collina (comprendeva il colle Quirinale[16])
2. Esquilina (comprendeva il colle Esquilino[16])
3. Palatina (comprendeva il colle Palatino[16])
4. Suburana (comprendeva il colle Celio[16])

### Tribù rurali
Anche queste sono 31 tribù territoriali e non gentilizie.
| Tribù                   | Anno di costituzione         | Territorio e storia |
| ----------------------- | ---------------------------- | --- |
| Aniense                 | 299-298 a.C.                 | costituita dopo la sottomissione degli Equi, avvenuta nel 304 a.C. era territorialmente posizionata attorno alle località di Affile, Ficulea, Trebula Suffenas, e Trevi nel Lazio, oltre a località della Gallia Cisalpina come Ariminum, Cremona e Vercelli |
| Arniensis               | 387 a.C.                     | creata attorno alle città di Blera, Caere, Chiusi, Forum Clodii, Histonium, Juvanum nel Sannio, Ocriculum, Teate Marrucinorum |
| Camilia                 | almeno dal 495 a.C.          | non sopravvisse la corrispondente gens originaria dopo il IV secolo a.C. |
| Claudia                 | almeno dal 495 a.C.          | sopravvisse fino ad oltre il IV secolo a.C. |
| Clustumina o Crustumina | 495 a.C. oppure 449 a.C.     | fu creata in seguito alla conquista di Crustumerio |
| Cornelia                | almeno dal 495 a.C.          | sopravvisse fino ad oltre il IV secolo a.C. |
| Aemilia                 | almeno dal 495 a.C.          | sopravvisse fino ad oltre il IV secolo a.C. |
| Fabia                   | almeno dal 495 a.C.          | sopravvisse fino ad oltre il IV secolo a.C. Ad essa fu assegnata la città di Padova (Patavium). |
| Falerna o Falerina      | 318 a.C.                     | con centro a Capua e nell'area a destra del fiume Volturno. Questi territori dell'agro Falerno passarono a Roma e in seguito vi sorse la colonia latina di Cales.                                                                                            |
| Horatia                 | almeno dal 495 a.C.          | antichissima famiglia patrizia romana, di origine autoctona. Va certamente ricompresa tra le cento gentes originarie ricordate dallo storico Tito Livio. |
| Lemonia                 | VI o inizi del V secolo a.C. | denominata dal pagus Lemonius, non sopravvisse la corrispondente gens originaria dopo il IV secolo a.C. |
| Maecia                  | 332 a.C.                     | creata nella pianura Pontina, comprendente anche città come Lanuvio Napoli, Hatria (oggi Atri) e Libarna |
| Menenia                 | almeno dal 495 a.C.          | sopravvisse fino ad oltre il IV secolo a.C.. Ad essa fu assegnata la città di Vicenza (Vicetia). |
| Papiria                 | almeno dal 495 a.C.          | sopravvisse fino ad oltre il IV secolo a.C.. Ad essa fu assegnata la città di Trento (Tridentum). |
| Oufentina o Ufentina    | 318 a.C.                     | creata lungo la via Appia tra Terracina e Priverno; così chiamata dal fiume Ufente. |
| Popillia o Poblilia     | 358-357 a.C.                 | creata con i territori sottratti ai Volsci. Ad essa fu assegnata la città di Verona. |
| Pollia                  | almeno dal 495 a.C.          | non sopravvisse la corrispondente gens originaria dopo il IV secolo a.C. |
| Pomptina                | 358-357 a.C.                 | creata nella pianura Pontina, con i territori dei Volsci e comprendente le città di Norba, Circeii, Ulubrae e Bovillae |
| Pupinia                 | almeno dal 495 a.C.          | non sopravvisse la corrispondente gens originaria dopo il IV secolo a.C.; sembra però che durante l'incursione di Annibale verso Roma, il condottiero cartaginese da Gabii passò per la regione Pupinia e pose il campo ad 8 miglia da Roma.                 |
| Quirina                 | 241 a.C.                     | creata lungo la via Salaria con centro principale in Rieti |
| Romilia                 | almeno dal 495 a.C.          | sopravvisse fino ad oltre il IV secolo a.C.. Ad essa fu assegnato il municipium di Este (Ateste). |
| Sabatina                | 387 a.C.                     | creata attorno a Veio fino ai monti Cimini, estesa più tardi alla città di Mantua (oggi Mantova, patria di Virgilio) |
| Scaptia                 | 332 a.C.                     | creata nella pianura Pontina, comprendente la città di Velletri |
| Sergia                  | almeno dal 495 a.C.          | sopravvisse fino ad oltre il IV secolo a.C. |
| Stellatina              | 387 a.C.                     | fu creata sulla destra del Tevere nella zona di Capena;, estesa più tardi alla città di Forum Livii (oggi Forlì), patria di Cornelio Gallo, ed alle circostanti Mevaniola (Galeata) e Forum Popilii (Forlimpopoli)                                           |
| Teretina                | 299 a.C.                     | creata lungo la via Appia, a nord del Volturno |
| Tromentina              | 387 a.C.                     | Basso corso del Liri, nord del Volturno, fino a Perugia inclusa; creata a nord della tribù Fabia |
| Valeria o Galeria       | almeno dal 495 a.C.          | non sopravvisse la corrispondente gens originaria dopo il IV secolo a.C. |
| Velina                  | 241 a.C.                     | fu creata con centro nelle colonie di Interamnia Praetuttiorum e Castrum novum, lungo la costa adriatica a nord del fiume Aterno, e dall'89 a.C. con Aquileia                                                                                                |
| Voltina                 | almeno dal 495 a.C.          | non sopravvisse la corrispondente gens originaria dopo il IV secolo a.C. |
| Veturia o Voturia       | almeno dal 495 a.C.          | sopravvisse fino ad oltre il IV secolo a.C. |